# Constante de Hamaker
En física molecular, la constante de Hamaker (denotada A; llamada así por H. C. Hamaker) es una constante física que puede definirse para una interacción van der Waals (vdW) entre dos cuerpos:
{\displaystyle A=\pi ^{2}C\rho _{1}\rho _{2},}
donde ρ1 y ρ2 son las densidades numéricas de los dos tipos de partículas que interactúan, y C es el coeficiente de London en la interacción entre pares de partículas. La magnitud de esta constante refleja la fuerza de la fuerza de van der Waals entre dos partículas, o entre una partícula y un sustrato.
La constante de Hamaker proporciona los medios para determinar el parámetro de interacción C a partir del potencial de par vdW, 
{\displaystyle w(r)={\frac {-C}{r^{6}}}.}
El método de Hamaker y la constante de Hamaker asociada ignoran la influencia de un medio intermedio entre las dos partículas de interacción. En 1956, Lifshitz desarrolló una descripción de la energía vdW, pero teniendo en cuenta las propiedades dieléctricas de este medio intermedio (a menudo una fase continua).
Las fuerzas de Van der Waals solo son efectivas hasta varios cientos de ángstroms. Cuando las interacciones son demasiado lejanas, el potencial de dispersión decae más rápido que {\displaystyle 1/r^{6};} esto se denomina régimen retardado y el resultado es una fuerza de Casimir-Polder.